# Ruine Unterdettingen
Die Ruine Unterdettingen ist die Ruine einer Niederungsburg an der Einmündung des Dießenbaches in den Neckar, gelegen nördlich des Wohnplatzes Unterdettingen von Dettingen, einem Stadtteil von Horb am Neckar im Landkreis Freudenstadt in Baden-Württemberg.
Die Burg wurde von den ab dem 12. Jahrhundert genannten Herren von Dettingen, die teilweise den Beinamen Lamp führten und Ministeriale der Grafen von Hohenberg und der Pfalzgrafen von Tübingen waren, erbaut. Von der ehemaligen Burganlage sind noch Mauerreste in einem Bauernhof erhalten.